# 哈尤尼山
14°20′23″S 73°42′39″W / 14.33972°S 73.71083°W
哈尤尼山（Jayuni），是秘魯的山峰，位於該國中南部阿亞庫喬大區，由盧卡納斯省的奇保區負責管轄，屬於安地斯山脈的一部分，海拔高度4,600米。